# Sa Costera-Es Binis
Sa Costera-Es Binis este o arie protejată (arie de protecție specială avifaunistică — SPA) din Spania întinsă pe o suprafață de 987,78 ha, integral pe uscat.

## Localizare
Centrul sitului Sa Costera-Es Binis este situat la coordonatele 39°49′15″N 2°46′12″E / 39.8209°N 2.77°E.

## Înființare
Situl Sa Costera-Es Binis a fost declarat arie de protecție specială avifaunistică în ianuarie 2019 pentru a proteja 1 specie de animale.

## Biodiversitate
Situată în ecoregiunea mediteraneană, aria protejată nu include niciun habitat protejat.
La baza desemnării sitului se află o specie protejată de  păsări: vulturul negru (Aegypius monachus).